# Junkers A 48
Lo Junkers A 48 era un aereo da turismo sportivo e da addestramento monomotore monoplano biposto sviluppato dall'azienda aeronautica tedesca Junkers Flugzeug- und Motorenwerke AG nei tardi anni venti e prodotto, oltre che dalla stessa, su licenza anche in Svezia dalla AB Flygindustri.
Primo modello interbellico ad adottare una superficie liscia tra gli Junkers, benché inizialmente progettato per un uso militare venne realizzato il mercato dell'aviazione civile, dal quale comunque venne derivata anche una versione militare, il cacciabombardiere Junkers K 47.